# Серија несрећних догађаја
Серија несрећних догађаја (енгл. A Series of Unfortunate Events) је серијал књига који се састоји од тринаест романа које је написао амерички аутор Даниел Хендлер познат под псеудонимом Лемони Сникет. Иако су књиге класификоване као "дечији роман", оне су често мрачне и мистериозне. Књиге прате турбулентан живот Виолете, Клауса и Сани Бодлер. Након смрти њихових родитеља у пожару, старатељство над децом преузима њихов рођак, гроф Олаф, који покушава да украде њихово наслеђе, и касније, организује велики број несрећа уз помоћ својих саучесника, док деца покушавају да побегну.
Са развитком радње, Бодлерови постепено откривају мистерије које окружују њихову породицу и заверу која обухвата тајно друштво које је познато као ВВС (Волонтерска ватрогасна служба), која је повезана са Олафом, њиховим родитељима и другом родбином. Наратор књиге је Лемони Сникет, који је посветио сваку књигу његовој преминулој љубави, Беатриче и често покушава да одврати читаоца од читања Бодлерове приче.
Карактеризовани по викторијанским готичким тоновима и апсурдној текстуалности, књиге су познате по црном хумору, саркастичној причи и по анахронистичким елементима, као и честим културолошким и књижевним алузијама. Оне су сврстане као постмодерна и метафикционална књижевност, са заплетом који се развија кроз остале романе, који су наведени као истраживање психолошког процеса транзиције из идиличне невиности детињства до моралне сложености зрелости. Такође, последњи делови серијала књига су признати по њиховој убрзаној запетљаној етичкој двосмислености према филозофској амбиваленцији, јер природа неких Бодлерових радњи понекад постаје тежа да се разликује од својих антагонистичких двојника и још ликова је откривено да су одговорни за трајне злочине, упркос њиховој поистовећености са само-проглашеном добром страном приче.
Од издања првог романа, The Bad Beginning, септембра 1999. године, књиге су достигле велику популарност, критичко одобравање и комерцијални успех широм света, стварајући филм, видео игрицу и телевизијску серију на Нетфликсу. Првих тринаест књига је продато у преко више од шездесет милиона копија и преведено на четрдесет и један језик. Издато је још пар пропратних књига као што су Lemony Snicket: The Unauthorized Autobiography, The Beatrice Letters и тетралогија преднаставак All the Wrong Questions, који описују Сникетову младост.

## Синопсис

### Време и место радње
Књиге су наизглед смештене у алтернативном “безвременом” свету са стилским сличностима са 19. веком и 1930. годинама, али са савременим и наизглед анахронистичкo научним знањем. На пример, у књизи The Hostile Hospital Бодлерова деца шаљу поруку Морзеовим кодом путем телеграфа, а ипак у продавници у којој се налазе, продаје се кабл од оптичког влакна. У књизи The Austere Academy појављује се “савремени рачунар”; функције тог рачунара никада нису биле откривене, јер је једина корист тог рачунара била да покаже слику о грофу Олафу. У пратећој књизи серијала The Unauthorized Autobiography, за рачунар је речено да се користи за напредно фалсификовање. Време и место света у коме се радња дешава поистовећује се са Едвардом Маказоруким, по томе што припадају предградској готици.
Иако филм смешта Бодлерову вилу у граду Бостону, Масачусетс, стварна места се ретко појављују у књигама, иако су нека поменута. На пример, у књизи The Ersatz Elevator, књига у библиотеци Ђеромеа и Есме Сквалор је названа Trout, In France They're Out.

### Радња
Серијал књига прати авантуре троје деце звани сирочићи Бодлерових. Сникет објашњава да се веома мало позитивних ствари дешава деци. Виолета Бодлер, најстарија, има четрнаест година када серијал почиње и она је била проналазач. Клаус Бодлер, средње дете, и једини дечак, има дванаест година на почетку серијала; он воли књиге изузетан је у брзом читању са првокласним фотографским памћењем. Сани Бодлер је беба у почетку серијала, и воли да гризе ствари са њеним абнормално великим зубима; она развија љубав према кувању у каснијим књигама.
Деца постају сирочићи након што њихови родитељи умиру у пожару у породичној вили. У књизи The Bad Beginning послати су да живе са даљим рођаком који се зове гроф Олаф, након што су кратко живели код господина Поа, банкара који је задужен за послове сирочади. Бодлерови откривају да гроф Олаф жели да се дочепа огромног богатства Бодлерових, које Виолета треба да наследи кад напуни осамнаест година. У првој књизи, он покушава да се ожени са Виолетом, правећи се да је то прича његове најскорије представе, али му план пропада у воду кад Виолета потпише матичну књигу венчаних са својом не доминантном руком.
У следећих шест књига, Олаф се прерушава, проналази децу и уз помоћ његових бројних саучесника, покушава да украде њихово богатство подметањем пожара, убиством и другим криминалним делима. Од осме до дванаесте књиге, сирочићи се прерушавају док су у бегу од полиције, након што их је гроф Олаф оптужио за једно од његових убистава. Бодлерови рутински покушавају да добију помоћ од господина Поа, али он, као већина  одраслих у серијалу, није свестан стања опасности у којој се налазе деца.
Са развитком радње, деца сазнају још о мистерији иза смрти њихових родитеља и проналазе да су њихови родитељи били чланови тајног друштва ВВС (Волонтерска ватрогасна служба), заједно са још неким одраслима које упознају. Они тада почињу да упознају “волонтере” и постепено уче о огранизацији, иако откривају пар мистерија које нису никада објашњене. У књизи The End деца проналазе дневник написан од стране њихових родитеља који одговара на велики број питања, али и поставља још велики број питања. Деца одлазе са још једним сирочетом на броду, са забаченог острва на крају серијала, њихове судбине остале су непознате.

## Порекло
Аутор серијала књига, Даниел Хендлер ( чији је псеудоним Лемони Сникет), рекао је у интервјуу да је одлучио да пише дечије приче када је покушавао да пронађе издавача за свој први роман,The Basic Eight. Један од издавача Харпер Колинс, био је заинтересован за писање приче за децу. Хендлер је прво мислио да је то ужасна идеја, али се ипак састао са издавачем да би разговарали о књизи. Изазвали су га да напише књигу коју би он хтео да прочита кад је имао 10 година. Узео је манускрипт који је имао спремљен за књигу за одрасле, писану у готском стилу, која је постала “прича о деци која проживљавају све ове ужасне ствари”, концепт који се свидео издавачу, на изненађење Хендлера.
Прва у серијалу књига била је књига The Bad Beginning издата 30. септембра 1999.. Кад је питан у интревјуу за  Момент магазин о Бодлеровој деци и Хендлеровој вери у јудаизам он је одговорио “Ох да! Да. Бодлерови су Јевреји! Претпостављам да ми то не би знали за сигурно али бисмо то веома очекивали, не само из њихових манира већ и из повременог помињања рабина, бар мицве или синагога. Обазрив читалац ће запазити пар рабина".

## Жанр
Серијал књига је најчешће сврстан у књижевност за децу, али је такође сврстан у неке одређене жанрове као што су готски роман, или барем нека врста готике било да је, готика исмевања, сатира готске литературе, нео-викторијанска готика или предградска готика.
Серијал књига је описан као апсурдна фикција, због њених необичних ликова, невероватне приче и црног хумора.

## Теме које се понављају и концепти
Радња првих седам књига прати исти основни шаблон: Бодлерови одлазе до новог старатеља на новој локацији, гроф Олаф се појављује и покушава да украде њихово богатство. Наредна књига се наставља тамо где се претходна завршила. Постоји тринаест књига у серијалу  и свака књига има тринаест поглавља. Последња књига у серијалу, The End, састоји се из две књиге: The End, који има тринаест поглавља и одвојене “књиге” која се зове Chapter Fourteen. Локација дешавања сваке од књига се углавном налази у наслову књиге; наслови првих дванаест књига су алитерација. У већини књига, вештине која деца имају им помажу да победе грофа Олафа; на пример, Виолета прави алатку за обијање браве, у књизи The Reptile Room. С времена на време, улоге деце се смењују или други ликови користе своје вештине да помогну Бодлеровима (Квиглијеве картографске вештине помажу Виолети и Клаусу у књизи The Slippery Slope.)

### Стил нарације
Лемони Сникет често објашњава речи и фразе у ситном детаљу. Када описује реч, читалац можда није свестан да он углавном каже “реч која овде значи...” понекад са шаљивом дефиницијом, или неком која је тренутно битна за догађај који се дешава (на пример, он значење речи “несрећа” приписује “грофу Олафу”).
Упркос генералној апсурдности приче овог серијала књига, Лемони Сникет непрекидно говори да је прича истинита и да је његова свечана дужност да је запише. Сникет често пише на хумористички и сатирични начин, расправљајући о његовим мишљењима или личном животу. Детаљи његовог наводног личног живота су веома апсурдни, непотпуни и нису објашњени у детаљу. На пример, Сникет тврди да га је јурила бесна група људи шеснаест миља. Неки детаљи његовог живота су помало објашњени и у пропратној књизи, Lemony Snicket: The Unauthorized Autobiography.
Нарација и коментари Лемонија Сникета су карактеристично цинични и потиштени. У похвали сваке књиге, Сникет упозорава о беди коју читалац може да искуси током читања приче о Бодлеровим сирочићима и каже:" Имам тужну дужност да запишем ове непријатне догађаје, али те ништа не спречава да одмах оставиш ову књигу и узмеш да читаш нешто весело, ако више волиш такве ствари." Међутим, он такође пружа обилно комично олакшање са уврнутим црним хумором. У изводу за The Grim Grotto, он пише: “…ужаси са којима се сусрећу Бодлерова деца су бројни да би се навели, и не бисте ни желели да вам опишем најгори од њих, који обухвата печурке, безнадежну потрагу за нечим изгубљеним, механичког монструма, узнемирујућу поруку од изгубљеног пријатеља и степовање.” Сникетова нарација је описана као самосвесна и постмодерна.
Сникет преводи за најмлађе Бодлерово сироче, Сани, која је у првим књигама једино користила речи и фразе које имају логике само њеном брату и сестри. Како се прича развија кроз остале књиге, њен говор често почиње да садржи сакривена значења. Неке речи су написане фонетски (пишу се онако како се изговарају), пар речи у књигама је написано читајући се здесна налево. Неке речи садрже значења везана за културу или људе: на пример, кад Сани казе “Бушни” ( комбинујући презиме од Џорџа В. Буша и Дика Чејнија.), праћено је са реченицом “ти си лош човек који нема обзира према било коме другом”. Неке су мало сложеније, на пример кад каже “Акрофил, што значи, неко ко се не плаши висине” што се преводи на акрофилија, у значењу, неко ко воли висину. Она почиње да користи стандардне енглеске речи при крају књига, једна од њених дужих реценица је:“ Нисам више беба” у књизи The Slippery Slope.
Када описује лика ког су Бодлерови већ упознали, Сникет углавном прво опише тог лика и не открива његово име све док он није детаљно описан. Лемони Сникет започиње сваку књигу са “пост-модерном дисекцијом читајућег искуства” пре него што је повеже са начином на који представља причу Бодлерових и каква је њихова тренутна ситуација. Сникет често користи алитерацију за називе локација, као и за наслове књига кроз целу причу. Већина књига почиње са темом која је представљена и која се учестано понавља кроз књигу – на пример често упоређивање речи “нервозан” и “анксиозан” у књизи The Ersatz Elevator, често коришћење фразе “ где има дима, има и ватре” у књизи The Slippery Slope и опис тока воде у The Grim Grotto.

### Тематски приступ
Тема која почиње да преовлађује како се серијал наставља је истовремени значај и безвредност тајни. У последњој књизи, The End, концепт је од посебне важности, демонстрирано у дискусији дугачкој пар страна за фразу “у мраку”. Деца сазнају за огроман раскол у огранизацији ВВС (Волонтерска ватрогасна служба) која је некад била племенита али је постала испуњена корупцијом и подељена на две стране “волонтери” и “зликовци.” Док је на већину критичних делова приче дат одговор, Сникет објашњава да ни једна прича не може у потпуности да буде лишена питања јер је свака прича испреплетена са бројним другим причама и историја сваког лика се налази у великој мрежи мистерија и несрећних догађаја који чине светско наслеђе, што чини немогуће за било кога да има одговоре на сва питања. За причу Бодлерове деце и Грофа Олафа речено је да је она само један мали део једне много веће приче између великог броја ликова са централном конекцијом која је организација ВВС (Волонтерска ватрогасна служба).
Коментар друштва је велики елемент у књигама, који често коментарише наизглед неизбежну глупост људске природе. Књига непрестано презентује Бодлерову децу као децу са слободним мишљењем и независношћу, док одрасли око њих поштују ауторитет и подлажу се психологији масе, групном притиску, амбицији, и осталим социјалним болестима. Велики исказ је дат за учење: они који су добро начитани су углавном саосећајни ликови, док су они који избегавају знање зликовци.
Књиге имају јаке теме о моралном релативизму, јер Бодлерови постају све више збуњени, како се ток серијала наставља, о разлици између доброг и лошег, осећајући се као да су и они радили опаке ствари и мучећи се са питањем да ли циљ оправдава средства. У последњој књизи, у алузији до Књиге постања, змија нуди деци јабуку која даје живот (коју други ликови у књизи The End одбијају да поједу, упркос томе што је лек за фаталну болест.)
Зликовци су показани са симпатетничним карактеристикама и често су живели тешким животом. Слично томе, мане добрих ликова су постали велики проблеми. Скоро сви већи ликови у књигама су живели исто толико тежак живот као Бодлерови, поготово зликовци. Књиге истичу неизбежност искушења и моралног одлучивања, без обзира на спољашњу ситуацију. Ово назначава да без обзира на спољашње утицаје, особа увек има коначни избор у томе да ли ће бити добра или лоша. Ликови који доносе храбре одлуке да узврате ударац и преузму контролу су углавном увек “добри”, а ликови који не желе да узврате ударац су углавном “лоши”. Међутим, неки ликови предлажу да људи нису ни добри ни лоши, већ да их чине и добро и лоше.

### Транстекстуалност
На крају сваке књиге постоји једна страница са сликом, показујући наговештај или траг о контексту следеће књиге. На тој слици може да буде приказан флајер или парче папира, понекад неки значајан предмет: Змија се појављује на крају књиге The Bad Beginning, односећи се на колекцију змија Монтгомерија у следећој књизи The Reptile Room. Иста слика је искоришћења на почетку књиге The Reptile Room.
Овај обичај се наставио све до краја књиге The End на ком је приказана слика брода који одлази у залазак сунца, која се такође налази и на почетку књиге Chapter Fourteen. Слика на крају књиге Chapter Fourteen садржи слику упитника.
Након странице са сликом налази се страница са писмом за уредника, које објашњава уреднику како да уради манускрипт следеће књиге. Сникет пише са локације следеће књиге и углавном открива њен наслов. Он каже да ће уредници наћи разне објекте у манускрипту, сви који би имали неко значење у причи. Почевши са четвртом књигом ( у којој ће писати нешто за пету књигу), свако писмо има белешке везане за следећу књигу, као што су поцепане ивице, луксузан прибор за писање, мокар папир или телеграм. У писмима почиње да има драматичних промена почевши са писмом на крају The Hostile Hospital – ово писмо је поцепано на делиће и само неколико комадића је остало. Последње писмо се појављује на крају књиге The End и пише “ Крај КРАЈА може се наћи на крају КРАЈА.” Не постоји писмо после књиге Chapter Fourteen.
Свака књига почиње са посветом жени која се зове Беатриче, њу Сникет помиње кроз цео серијал књига, описујући је као жену коју још увек воли док наглашава чињеницу да је она још одавно мртва. На крају епилога књиге Chapter Fourteen, отркивено је да је Беатриче била мајка Бодлерове деце, која се удала за њиховог оца након непознатог догађаја који ју је навео да врати Сникетов веренички прстен, заједно са књигом од две стотине страница у којој су објашњени сви разлози због којих није могла да се уда за њега.

### Алузије
Док су књиге првенствено намењене за децу, написане су и за одрасле такође; серијал књига карактерише велики број референци које имају више смисла одраслој особи, као на пример алузија за Монти Пајтона (Ујак Бодлерове деце Монти има велику колекцију змија, укључујуци и питона, као и референца за скеч Self Defense Against Fresh Fruit).
Већина имена ликова алудира на друге фиктивне радове или стварне језиве људе; Локације такође могу да алудирају на фикцију, или садрже стране или непознате речи са негативним конотацијама. Сузно језеро појављује се у The Wide Window. Како серијал одмиче све више литературе се појављује у серијалу – или кроз цитате, експлицитно спомињање или оба. На пример, “Пуста земља” од Томаса Стернса Елиота је битна за заплет једанаесте књиге The Grim Grotto. Бодлерови сирочићи су названи по Шарлу Бодлеру; Виолетино име је такође из песме из “Пусте земље” од Томаса Стернса Елиота. Сани и Клаус добијају имена по Клаусу и Сани фон Булов, док је господин По референца за Едгара Алана Поа ( његови синови се зову Едгар и Алберт). У седмом делу,The Vile Village, маска грофа Олафа, детектив Дупин, је алузија за фиктивног детектива Дупина креираног од стране Едгара Алана Поа.
Изадора и Данкан Квагмајер названи су по Изадори Данкан, по познатој плесачици која је такође позната по својој необичној смрти дављењем, кад јој се шал који је носила упетљао за точак отвореног аута у ком је она била путник. У четвртој књизи, The Miserable Mill, др Џорџина Орвел је референца за британског аутора Џорџа Орвела. Орвел је завршио своју познату књигу “1984” у 1948. години, и у шестој књизи The Ersatz Elevator, није тачно познато да ли у небодеру у коме живе Есме и Џером Сквалор, има 48 или 84 спратова. Сквалорово име је реферернца за Џерома Дејвида Селинџера и његову кратку причу For Esmé – with Love and Squalor.
Девета књига у серијалу, The Carnivorous Carnival, заузима место на Калигари карневалу; име карневала узето је из наслова хорора из 1920. године “Кабинет  доктора Калигарија.” Затим, већина становника острва на којем се налазе Бодлерови у књизи The End су названи по ликовима из “Буре”, драмског дела Вилијама Шекспира, док су неки названи по ликовима из Робинзона Крусоа и Моби Дика.
Име Беатриче, је можда алузија на песму “La Beatrice” од Шарла Бодлера. У овој песми пева се о “глумцу без посла” какав је гроф Олаф. Ова песма такође почиње са реченићом “У спаљеној, пепељастој земљи без икакве вегетације”, слично Бодлеровој вили која је изгорела на почетку прве књиге. Име Беатриче такође може да буде алузија на италијанског песника Дантеа. Данте је посветио сва своја дела “Беатриче,” с којом је био опседнут, и која је такође била мртва, као што је и Сникетова Беатриче.

## Дистрибуција

### Књиге
Серијал се састоји од тринаест романа:
1. The Bad Beginning (1999)
2. The Reptile Room (1999)
3. The Wide Window (2000)
4. The Miserable Mill (2000)
5. The Austere Academy (2000)
6. The Ersatz Elevator (2001)
7. The Vile Village (2001)
8. The Hostile Hospital (2001)
9. The Carnivorous Carnival (2002)
10. The Slippery Slope (2003)
11. The Grim Grotto (2004)
12. The Penultimate Peril (2005)
13. The End (2006)

Постоје књиге које прате овај серијал, као што су The Beatrice Letters, Lemony Snicket: The Unauthorized Autobiography и The Puzzling Puzzles; дневници The Blank Book и The Notorious Notations и кратки материјали као што су The Dismal Dinner и 13 Shocking Secrets You'll Wish You Never Knew About Lemony Snicket. Књиге су једно време биле објављиване по три или четири књиге по години. Повез књига је дизајниран у викторијанском стилу. Књиге са тврдим повезом имале су дрвени оквир.
Књиге са меким повезом имале су поново урађене корице, нове илустрације и додатак на насловима пар књига : The Reptile Room: or, Murder!, The Wide Window: or, Disappearance!
Духовити цитати из серијала искоришћени су у књизи објављеној под Сникетовим именом, Horseradish: Bitter Truths You Can't Avoid.

### All the Wrong Questions
Књига Лемонија Сникета All the Wrong Questions је серијал који чини четири књиге за младе и одрасле, која се фокусира на Сникетово детињство док ради за ВВС (Волонтерска ватрогасна служба). Радња књиге се дешава у истом свету као и Серија несрећних догађаја и неке радње се дешавају на истим локацијама и са истим ликовима. Прва књига је названа Who Could That Be at This Hour?, и издата је у октобру 2012. године. Друга књига, When Did You See Her Last?, издата је у октобру 2013. године, и трећа књига,Shouldn't You Be in School?, издата је у септембру 2014. године. Последња књига,Why Is This Night Different from All Other Nights? издата је 29. септембра 2015.. године.

## У другим медијима

### Телевизија
Нетфликс, заједно са Парамоунтом, најавио је у новембру 2014. планове да серијал књига претворе у оригинални ТВ серијал са укупно двадесет и пет епизода кроз три сезоне, где би две епизоде биле посвећене једној књизи, са изузетком за тринаесту књигу, The End. Аутор Даниел Хендлер радио је као писац и извршни продуцент.
Дана 4. септембра 2015.. године, најављено је да су се филмски продуцент Бери Соненфелд и шоуранер ТВ серије "Права крв" Марк Худис договорили да заједно управљају серијом. Худис би био шоуранер, Соненфелд би био режисер, а заједно би били извршни продуценти. Даниел Хендлер пише скрипта за серију. 3. децембра 2015., отворени позив је најављен за улоге Виолете и Клауса Бодлера, са потврдом да ће серија почети са продукцијом у марту 2016.
У јануару 2016, Нетфликс је објавио да је Худис оставио пројекат и да нису још прогласили заменика за шоуранера. Међутим, речено је да и Соненфелд и Хендлер још увек желе да заврше пројекат, као и да Нил Патрик Харис игра грофа Олафа, да Малина Вајсман и Луис Хајнс глуме Виолету и Клауса.
Марта 2016. године, Тод Фриман и Патрик Варбуртон су изабрани да играју господина Поа и Лемонија Сникета. Прва сезона, коју чини осам епизода које покривају прве четири књиге, објављена је широм света на Нетфликсу, јануара 13, 2017.
Серија несрећних догађаја обновљена је за другу сезону, чија је премијера била марта 30, 2018, састоји се од десет епизода у којима се дешавају радње из наредних пет књига. Телевизијски серијал је такође био обновљен за трећу и последњу сезону, чија је премијера била јануара 1, 2019. године, коју чине седам епизода, са радњама из последње четири књиге. Последња књига,The End, направљена је у једну епизоду, уместо у стандардне две епизоде.

### Филм
Серија несрећних догађаја Лемонија Сникета је филмска адаптација прве три књиге у серијалу, комбинујући разне догађаје и ликове у једну причу. Премијера филма била је 17. децембра 2004.. Режирана од стране Бреда Силберлинга, са глумцима Џим Кери као гроф Олаф, Мерил Стрип као тетка Жозефина, Били Коноли као ујка Монти, Емили Браунинг као Виолета, Лијам Ајкен као Клаус, Тимоти Спол као господин По, и Џуд Ло као глас Лемонија Сникета.
Филм је финансијски био успешан. Узимајући у обзир успешност филма, режисер и неки од главних глумаца наговестили су да би желели да одраде наставак, али скрипта никада нису била написана. Браунинг је рекла да би следећи филмови морали да буду брзо снимљени, јер деца не одрастају много кроз серијал књига.
У години 2008, Даниел Хендлер изјављује у интервјуу да је следећи филм у процесу снимања, али да је био одложен због корпоративне узбуне у Парамоунт пикчерсу. Јуна 2009, Силберлинг је потврдио да је причао о пројекту са Хендлером, и предложио да наставак буде стоп-моушон филм јер су главни глумци превише остарили.
“На чудан начин, најбоља ствар коју можемо да урадимо је да Лемони Сникет каже публици ‘Уреду, први филм смо заложили као пуку драматизацију са глумцима. Плашим се да сада морам да вам покажем праву ствар’.”

### Видео игре
Серија несрећних догађаја Лемонија Сникета је видео игрица урађена на основу књига и филма (више на основу филма, јер је већина главних елемената из игрице виђено у филму, али не и у књизи) издата 2004. године од стране Активижна за PlayStation 2, Xbox, гејм бој, GameCube, Windows и персонални рачунар.
Играч игра сва три сирочића у појединим деловима игре и сусреће се са ликовима као што су господин По, ујка Монти, тетка Жозефина, али и са зликовцима као што су гроф Олаф, човек са куком на руци, женом са белим лицем и ћелавим човеком. Игра, као и филм, прати само прве три књиге у серијалу. Иако није никад поменуто у игри, постоје неке референце за ВВС (Волонтерска ватрогасна служба) као што је на првом нивоу, пакет који је достављен од “Веома брзе доставе.” На белешки закаченој на пакету пише “П.С. Свет је овде тих” што је парола ВВС-а и то је начин да се потврди верност члана ВВС-а.

### Друштвена игра
Друштвена игра заснована на књигама дистрибуирана је од стране Матела у 2004. години, пре издавања филма.The Perilous Parlor Game је игра за два до четири играча, од година осам на више. Један играч узима улогу грофа Олафа, а остали играју Бодлерову децу. Циљ грофа Олафа  у игри је да елиминише старатеља, док деца покушавају да га одрже у животу. У игри се користе паметне карте, трагичне карте, плочице са тајним пролазом и плочице за прерушавање.

### Аудио

#### Аудио књиге
Већина серијала нескраћених аудио књига читане су од стране британског глумца Тима Карија, мада Хендлер као Лемони Сникет чита од трећу, четврту и пету књигу. Око приповедања ових аудио књига, Хендлер је рекао :” Било је веома, веома тешко. Било је невероватно напорно. Била је то најгора врста напора.” Као такве, будући приповедачки послови враћени су назад Карију, за ког Хендлер казе :” Он обавља одличан посао.” Похвала “Драги читаоче” је углавном читана на почетку, од стране Хендлера (као Сникет). Хендлер углавном чита похвалу “Мом добром уреднику” на крају књиге. Почевши од књиге The Carnivorous Carnival, један глумац мења Хендлера у читању две похвале, похвале су скроз прескочене у књизи The Grim Grotto. Сви аудио снимци књига обухватају песму написану од бенда The Gothic Archies, новински бенд у којем је Хендлер један од чланова.

#### Албум
Октобра 2006. године, издат је албум "The Tragic Treasury: Songs from A Series of Unfortunate Events". Албум се састоји од тринаест песама написаних и извођених од стране Стефина Мерита, одређена песма је била пуштена за одређену аудио књигу. Две бонус песме су укључене у албум.

## Пријем

### Рецензија
Рецензије за Серију несрећних догађаја су генерално биле позитивне. Критичари су говорили да је серијал пријатан за децу и одрасле који су слични, и да доноси нове и одрасле теме у дечје приче. Тајмс казе да су ове књиге “књижевни феномен”, и расправљају о томе како неприлике Бодлерових сирочића помаже деци да савладају губитак – цитирајући пораст у продаји након 11. септембра 2001. године. Иако је серијал често упоређиван са Харијем Потером узевши у обзир да су у оба серијала хероји деца и да је број продатих књига сличан, критичар Брус Бат мисли да је тон серијала приближнији Роалду Далу и Филипу Ардагу. Хендлер потврђује да су Роалд Дал и Едвард Гори имали утицај. Маки приписује успех серијала “наопаком моралном универзуму”. Лангбауер мисли да серијал “пружа критику побожних” млађих генерација и пружа “своју визију етике.”

### Критика
Серијал је добио критике од неких школских округа за своје мрачне теме. Критике укључују инцест у Олафовом покушају да се ожени са његовом даљом рођаком Виолетом у књизи The Bad Beginning ( иако су његови мотиви били финансијски).
Коришћење речи као што су “доврага” и “пакао” у књизи The Reptile Room је такође био критикован. Хендлер је касније коментарисао да коришћење речи “доврага” је “коришћено само да би се нагласило да особа не би требало да изговара ову реч, с обзиром да би само зликовац рекао тако лошу реч.” Приступ књигама је забрањен и у Кејти основној школи у Кејти, Тексасу. Серијал је такође критикован због свог понављајуће радње у причи.

### Продаја
Серија несрећних догађаја је преведена и иштампана на четрдесет и један језик, продајући барем шездесет и пет милиона копија од 2015. године.